# Piotr Nowicki (1851–1939)
Piotr Nowicki (ur. 11 września 1851 w Komierowie, zm. 17 kwietnia 1939 w Grudziądzu) – polski nauczyciel, bibliofil.

## Życiorys
Przyszedł na świat w rodzinie Macieja – posiadacza ziemskiego – i Katarzyny z Nierzwickich. Kształcił się w szkole powszechnej w Komierowie, a następnie do 1871 roku w seminarium nauczycielskim w Kościerzynie. Po zakończeniu edukacji objął posadę drugiego nauczyciela w Trzcianie. W 1873 roku został przeniesiony do Topolna, gdzie otrzymał samodzielne stanowisko nauczyciela i organisty. W tym czasie odbył także 6 – tygodniową służbę wojskową w Grudziądzu.
Dnia 1 marca 1875 r. został kierownikiem szkoły powszechnej w Wabczu. Tam też założył tajną bibliotekę polską, która składała się z jego własnych zbiorów.
Dania 26 grudnia 1918 r. Nowicki znalazł się wśród czternastu uczestników zjazdu nauczycieli Polaków pow. chełmińskiego zorganizowanego przez Mariana Żelewskiego – nauczyciela z Gorzuchowa – w Lisewie. Zebrani postanowili wówczas założyć Towarzystwo Nauczycieli Polaków w Ziemi Chełmińskiej – pierwszą taką organizację na Pomorzu. Za swój główny cel obierając „czuwanie nad wychowaniem młodzieży szkolnej pod względem religijnym i narodowym”.
W 1931 roku Nowicki przeszedł na emeryturę i przeprowadził się do Grudziądza. Do tego czasu pozostawał najstarszym czynnym nauczycielem na Pomorzu.  W dowód uznania został mianowany członkiem honorowym Stowarzyszenia Chrześcijańsko – Narodowego Nauczycielstwa Szkół Powszechnych.

## Życie prywatne
W maju 1875 r. Piotr Nowicki poślubił Rozalię z Zaborowskich. Spośród ich potomstwa zasługują na wyróżnienie dwaj synowie: Albin (1891–1972) – nauczyciel, polityk, działacz społeczny; oraz Paweł (1888–1980) – prezbiter, biblista, profesor Uniwersytetu Stefana Batorego w Wilnie i Uniwersytetu Warszawskiego.

## Ordery i odznaczenia
- Złoty Krzyż Zasługi (8 lutego 1930)[1]
- Odznaka pamiątkowa Frontu Pomorskiego